# 六山水库
六山水库是中国河南省南阳市邓州市境内的一座水库，位于排子河支流上，建于1978年。水库正常库容为630万立方米，集雨面积为22平方千米，海拔为167.4米。